# Mill Creek (Illinois)
Mill Creek is een plaats (village) in de Amerikaanse staat Illinois, en valt bestuurlijk gezien onder Union County.

## Demografie
Bij de volkstelling in 2000 werd het aantal inwoners vastgesteld op 76. In 2006 is het aantal inwoners door het United States Census Bureau geschat op eveneens 76.

## Geografie
Volgens het United States Census Bureau beslaat de plaats een oppervlakte van 0,9 km², geheel bestaande uit land. Mill Creek ligt op ongeveer 124 m boven zeeniveau.

## Plaatsen in de nabije omgeving
De onderstaande figuur toont nabijgelegen plaatsen in een straal van 16 km rond Mill Creek.